# Dzień, w którym znalazłem w śmieciach dziewczynę
Dzień, w którym znalazłem w śmieciach dziewczynę – polski fantastycznonaukowy dramat filmowy z 2021 roku w reżyserii Michała Krzywickiego.

## Opis
Akcja filmu rozpoczyna się 30 grudnia 2028 roku w Warszawie. Przedstawiona w filmie Polska to totalitarne państwo rozwarstwione społecznie. Istnieją w nim niemający praw niewolnicy, którym podawana jest substancja Vaxina, której celem jest tłumienie zmysłów i ograniczenie pamięci.
Zrezygnowany życiem aktywista Szymon (Michał Krzywicki) postanawia w sylwestra popełnić samobójstwo, w ramach protestu przeciwko rzeczywistości opartej na niewolnictwie. Ma ono mieć charakter zorganizowanego wydarzenia, które odbędzie się w Sylwestra 2028 i być szeroko transmitowane.
Szymon nie wywiązuje się jednak z umowy, gdyż w ostatnim momencie na śmietniku odnajduje dziewczynę o imieniu Blue (Dagmara Brodziak). Jest ona niewolnicą, która nie posiada podstawowych umiejętności: nie potrafi jeść, ubrać się, wysłowić. Aktywista postanawia jej pomóc, uciekając na północ, do Szwecji. W trakcie podróży rozwija się ich relacja.

## Obsada
- Michał Krzywicki jako Szymon Hertz[3]
- Dagmara Brodziak jako Blue[3]
- Marek Kalita jako Jerzy Hertz, ojciec Szymona[3]
- Philippe Tłokiński jako Turlikowski, prawnik Szymona[3]
- Mateusz Trzmiel jako Roger[3]
- Marek Dyjak jako lekarz[3]
- Weronika Humaj jako Julia[3]
- Zbigniew Dąbrowski jako rolnik Sławek[3]
- Olga Miłaszewska jako żona Sławka[3]

## Produkcja
Produkcją filmu zajęły się Wonder Woman Production oraz DEvisioners. Film powstał w koprodukcji z Telewizją Polską i przy współfinansowaniu Polskiego Instytutu Sztuki Filmowej w ramach priorytetu Produkcja Filmów Mikrobudżetowych, z czego wynikało, że premiera filmu musiała się odbyć podczas Festiwalu Polskich Filmów Fabularnych w Gdyni.

### Twórcy
Reżyserem filmu był Michał Krzywicki. Scenariusz napisali Dagmara Brodziak i Michał Krzywicki. Kierownikiem produkcji była Natalia Bednarska. Za zdjęcia odpowiadał Łukasz Suchocki. Montażem zajęła się Agnieszka Białek-Zaborowska. Muzykę do filmu stworzył Krzysztof A. Janczak. Za dźwięk odpowiedzialny był Bartosz Butkiewicz. Scenografią zajmowała się Oliwia Waligóra, kostiumami Katarzyna Sałdak, charakteryzacją Olga Maśnica i Karolina Ryciak. Castingiem kierowała Ewa Łepecka.
Dagmara Brodziak do roli Blue ogoliła się na łyso. W wywiadzie przekazała, że zdecydowała się na ten krok, zamiast korzystać z charakteryzacji, aby lepiej wczuć się w postać.

### Miejsce i termin kręcenia
Zdjęcia kręcono głównie w Warszawie, gdzie wykorzystano następujące miejsca: Fort Wola, Dworzec Zachodni (perony, podziemia i Bar Erewań), okolice hotelu Novotel i Teatru Kwadrat, zaułki przy Nowym Świecie, okolice Mostu Poniatowskiego oraz fabryki Cukry Praga. Zdjęcia kręcono także w Olszewnicy Nowej (dom) i w Podłęży (szklarnia).
Kręcenie zdjęć zakończono w grudniu 2020 roku.

## Upowszechnienie
Film po raz pierwszy został zaprezentowany 20 września 2021 roku podczas 46. Festiwalu Polskich Filmów Fabularnych w Gdyni, gdzie był kandydatem do Złotego Lwa w Konkursie Filmów Mikrobudżetowych.
Polska premiera kinowa odbyła się 24 czerwca 2022 roku. Dystrybutorem była firma Velvet Spoon.

## Odbiór

### Ocena krytyków
Brunon Hawryluk określił film niesamowitą produkcją zrealizowaną przez bardzo zdolnych twórców, doceniając jednocześnie, że film powstał przy bardzo niskim budżecie. Rebecca Cherry dała filmowi ocenę 9/10, stwierdzając, że najbardziej się jej spodobało dostosowanie estetyki do postępu emocji i relacji w filmie. W wątku romantycznym doceniła naturalność relacji, w której wiele zostaje niedopowiedziane z powodu ograniczonej komunikatywności postaci Blue. Ashley Manning stwierdziła, że choć fabuła może sprawiać wrażenie niespójnej oraz mało oryginalnej, postacie są świeże, a występy aktorów urzekające, przez co film jest świetny. Filmowi wystawiła ocenę 3,5/5.

### Nagrody i nominacje
| Rok  | Nagroda                              | Kategoria                                     | Nominacja                                        | Wynik     | Źródło |
| ---- | ------------------------------------ | --------------------------------------------- | ------------------------------------------------ | --------- | ------ |
| 2021 | Festiwal Polskich Filmów Fabularnych | Konkurs Filmów Mikrobudżetowych               | Michał Krzywicki                                 | Nominacja | [ 6 ]  |
| 2021 | Warszawski Festiwal Filmowy          | Konkurs Wolny Duch                            | Michał Krzywicki                                 | Nominacja | [ 15 ] |
| 2022 | Złoty Nietoperz (Fantafestival)      | Najlepszy film fabularny                      | Dzień, w którym znalazłem w śmieciach dziewczynę | Wygrana   | [ 16 ] |
| 2022 | Młodzi i Film                        | Konkurs Pełnometrażowych Debiutów Fabularnych | Michał Krzywicki                                 | Nominacja | [ 17 ] |
| 2022 | Thai International Film Festival     | Najlepsza scenografia                         | Dzień, w którym znalazłem w śmieciach dziewczynę | Wygrana   | [ 18 ] |
| 2022 | L'Europe autour de l'Europe          | Prix Sauvage                                  | Dzień, w którym znalazłem w śmieciach dziewczynę | Nominacja | [ 19 ] |